# Bengt Danielsson
Pour les articles homonymes, voir Danielsson.
Bengt Danielsson (né le 6 juillet 1921 à Norrköping (Suède), mort le 4 juillet 1997 à Stockholm) est un anthropologue suédois, spécialiste de la Polynésie, qui a participé à l’expédition de Thor Heyerdahl sur le Kon-Tiki (1947) et aux actions contre les essais nucléaires de la France dans le Pacifique de 1966 à 1996. Installé en Polynésie française depuis le début des années 1950, il était marié à une Française, Marie-Thérèse Sailley, elle aussi militante anti-nucléaire.

## Biographie de Bengt Danielsson
Après des études d’ethnologie et de sociologie à l’université d'Uppsala (Suède) au début des années 1940, Bengt Danielsson effectue après la guerre un voyage de découverte en Amérique du Sud. Il se trouve à Lima (Pérou) au début de 1947, au moment où se prépare l’expédition du Kon-Tiki, pour laquelle il sollicite et obtient son admission de Thor Heyerdahl. À l’occasion de cette expédition, il entre en contact avec l’atoll de Raroia, dans les îles Tuamotu (Polynésie française, à l’époque, Établissements français d’Océanie), où le Kon-Tiki s’échoue en août 1947. Revenu à Lima, il y épouse en avril 1948 Marie-Thérèse Sailley, alors employée à l’ambassade de France.
Les années suivantes, en liaison avec diverses institutions universitaires américaines, il mène une étude approfondie de l’économie et de la société à Raroia, ce qui aboutit à la rédaction de sa thèse de doctorat, Work and Life on Raroia, soutenue en 1955 à l’université d’Uppsala. Dès 1953, le couple Danielsson et sa fille Maruia se sont installés sur l’île de Tahiti, à Paea.
Des années 1950 aux années 1980, Bengt Danielsson écrit, souvent en commun avec son épouse, des livres de contenu varié autour du thème de la Polynésie : études ethnographiques ou historiques, études sur  la vie de Gauguin dans la région, romans pour enfants, guides touristiques, comptes-rendus de voyages, etc. Il est notamment l’auteur de la section « Polynésie » dans l’Encyclopédie de la Pléiade (1973) après avoir rédigé le catalogue d'une exposition du Musée de l’Homme à Paris en 1972. Mais leur travail le plus notable est leur participation au Mémorial polynésien, qui retrace l’histoire de la région depuis le XVIe siècle.
Durant les années 1960, il vit un certain temps en Europe, d’abord pour effectuer des travaux de recherches à Londres, puis, de 1967 à 1971, comme directeur du Musée national d’ethnographie de Stockholm.
Dès les années 1960, mais surtout à partir des années 1970, il participe activement avec son épouse à la lutte contre les essais nucléaires dans l’Océan Pacifique, participation marquée par la publication de Moruroa, mon amour (1974) et de Moruroa, notre bombe coloniale (1993). Au militantisme anti-nucléaire, il joint le soutien à la revendication indépendantiste polynésienne, ce qui lui vaut des difficultés avec les autorités : en particulier la suspension de son exequatur comme consul honoraire de Suède, fonction qu’il occupait depuis 1961. En 1991, le couple reçoit le Right Livelihood Award.
Atteint d’un cancer, Bengt Danielsson décède à Stockholm en 1997 et est inhumé à Mjölby (Suède).

## Marie-Thérèse Danielsson (1923-2003)
Née le 18 octobre 1923 au Thillot, dans les Vosges, fille d'Abel Sailley, industriel du textile vosgien, et de Joséphine Mayer, elle fait des études secondaires et à 20 ans se trouve employée à l'ambassade de France à Lima (Pérou), ayant la charge des enfants de l'ambassadeur. Elle rencontre Bengt Danielsson en 1947 et ils se marient en avril 1948. Elle le suit durant ses séjours à Raroia et l'assiste dans son travail d'ethnologue. Par la suite, les ouvrages publiés directement en français sont le résultat d'une collaboration entre elle et son mari.
À partir des années 1960, elle joue aussi un rôle important dans la lutte des peuples du Pacifique contre les armes nucléaires. Elle devient présidente de la Ligue polynésienne des femmes pour la paix et la liberté (section de la WILPF, World International League for Peace and Freedom).
À la fin des années 1990, elle participe aux actions en faveur des anciens travailleurs de Moruroa et de leurs familles et est présente lors de la création en juillet 2001 de Moruroa e tatou (Moruroa et nous), l’association des anciens travailleurs des sites nucléaires.
Début décembre 2002, de retour à Tahiti après un séjour en France métropolitaine et un passage en Nouvelle-Zélande, elle est frappée d'une hémorragie cérébrale et décède le 6 février 2003. Elle a aussi été inhumée à Mjölby, ainsi que Maruia (1952-1972).

## Œuvres de Bengt et Marie-Thérèse Danielsson

### Publiées en français
- Marie-Thérèse et Bengt Danielsson, Moruroa, notre bombe coloniale, L’Harmattan, Paris, 1993.
- Bengt Danielsson, Papeete, 1818-1990, Papeete, 1990.
- Marie-Thérèse et Bengt Danielsson, Tahiti autrefois, Éditions Hibiscus, Papeete, 1982.
- Philippe Mazellier (dir.), Jean-Marie Dallet, Christian Gleizal et Jean-Louis Saquet, Le Mémorial polynésien, volume 6 :1940-1961, Éditions Hibiscus, Papeete, 1977.
- Philippe Mazellier (dir.), Jean-Marie Dallet et Bengt Danielsson, Le Mémorial polynésien, volume 5 :1914-1939, Éditions Hibiscus, Papeete, 1978
- Philippe Mazellier (dir.), ???????, Le Mémorial polynésien, volume 4 :1892-1913, Éditions Hibiscus, Papeete, 1978
- Philippe Mazellier (dir.), Eric Monod, Bengt et Marie-Thérèse Danielsson, Le Mémorial polynésien, volume 3 :1864-1891, Éditions Hibiscus, Papeete, 1978
- Philippe Mazellier (dir.), Eric Monod, Bengt et Marie-Thérèse Danielsson, Le Mémorial polynésien, volume 2 :1534-1863, Éditions Hibiscus, Papeete, 1978
- Philippe Mazellier (dir.), Eric Monod, Bengt et Marie-Thérèse Danielsson, Le Mémorial polynésien, volume 1 :1521-1833, Éditions Hibiscus, Papeete, 1978
- Bengt Danielsson, Tahiti : guide du tour de l’Ile, Éditions du Pacifique, Papeete, 1976.
- Marie-Thérèse et Bengt Danielsson, Moruroa, mon amour, Stock, Paris, 1974. Préface de Jean-Jacques Servan-Schreiber.
- Marie-Thérèse et Bengt Danielsson, Gauguin à Tahiti, Société des Océanistes (collection « Dossiers tahitiens »), Paris, 1973.
- Bengt Danielsson, La Polynésie, Gallimard (in « Ethnologie régionale », Encyclopédie de la Pléiade), Paris, 1972.
- Marie-Thérèse et Bengt Danielsson, La découverte de la Polynésie, Société des Amis du Musée de l’Homme, 1972 (Catalogue de l’exposition du 20 janvier au 15 juin 1972).
- Anne Lavondès et Bengt Danielsson, Jeux et sports anciens dans le Pacifique/Ancient Games and Sports in the Pacific, Maison de la Culture de Polynésie française, Papeete, 1971? . Bilingue.
- Marie-Thérèse et Bengt Danielsson, Tahiti à l'époque de Gauguin, Papeari, 1968.
- Patrick O'Reilly et Bengt Danielsson, Gauguin, journaliste à Tahiti et ses articles des « Guêpes », Société des Océanistes, Paris, 1966.
- Henry Adams, Mémoires d’Arii Taimai, Société des Océanistes, Musée de l’Homme, 1964. Traduit de l’anglais (Memoirs of Arii Taimai). Préface de Marie-Thérèse et Bengt Danielsson

### Traduites en français
- Marie-Thérèse et Bengt Danielsson, Gauguin à Tahiti et aux îles Marquises, Éditions du Pacifique, Papeete, 1975. (Presses-Pocket (collection « Agora »), Paris, 1988). Traduit du suédois (Gauguins Söderhavsår, 1964).
- Bengt Danielsson, Le Dernier Rendez-vous d’Eric de Bisschop, Julliard, Paris, 1962. Traduit de l’anglais (From Raft to Raft, 1960, du suédois : Det stora vågspelet, 1959)
- Bengt Danielsson, Villervalle dans les mers du sud, Éditions G. P. (collection « Rouge et Or »), Paris, 1960. Traduit du suédois (Villervalle i Söderhavet, 1957).
- Marie-Thérèse et Bengt Danielsson, Expédition boumerang, Albin Michel, Paris, 1960. Roman traduit du suédois (Bumerang, 1956).
- Bengt Danielsson, L'Amour dans les mers du Sud, Stock, Paris, 1957. Traduit de l'anglais (Love in the South Seas, 1956, du suédois : Söderhavskärlek, 1954).
- Bengt Danielsson, Raroia, le travail et la vie sur un atoll des Tuamotu, étude d’une acculturation en Océanie Française, édition électronique Arapo.org, Papeete, 2004. Traduit de l’anglais :
- Bengt Danielsson, Work and Life on Raroia. An Acculturation Study of the Tuamotu Group, French Polynesia, Almqvist & Wiksells, Uppsala, 1955 ; Saxon & Lindström, Stockholm, 1955 ; Allen & Unwin, Londres, 1956 ; MacMillan, New-York, 1956. Thèse de doctorat (Ph. D.).
- Bengt Danielsson (trad. du suédois), L’Ile du Kon-Tiki [« Den Lyckliga Ön »], Paris, Albin Michel, 1953

### Publiées en anglais non traduites en français
- Bengt Danielsson, The Captain Cook Bicentenary: two exhibitions and three papers, Musée national d’ethnographie, Stockholm, 1969.
- Bengt Danielsson, What happened on the Bounty, Allen & Unwin, Londres, 1963. Traduit du suédois (Med Bounty til Söderhavet, 1962).
- Bengt Danielsson, Forgotten Islands of the South Seas, Allen & Unwin, Londres, 1957. Traduit du suédois (Söderhavets glömda öar, 1956).
- Bengt Danielsson, Raroian Culture (joint à : Norman Dewell, Expedition to Raroia), National Academy of Sciences (collection “Atoll research bulletin”), Washington, 1954.
- Danielsson, Bengt, Economy of Raroia atoll, Tuamotu archipelago, Bernice P. Bishop Museum, Honolulu, 1953. Ronéotypé.

Quelques autres livres de Bengt Danielsson n’ont été publiés qu’en suédois.